# Condensatiereactie
Een condensatiereactie is een chemische reactie, waarbij relatief eenvoudige organische moleculen (monomeren) met elkaar reageren tot grotere moleculen: dimeren, oligomeren of polymeren. Bij iedere chemische koppeling tussen twee monomeren wordt een klein molecuul afgesplitst. Dit is meestal water, maar ook waterstofchloride, ammoniak of andere verbindingen kunnen afgesplitst worden. Een condensatiereactie waarbij water wordt afgesplitst, is het tegenovergestelde van hydrolyse.
Dit soort reacties komt bijvoorbeeld voor bij de vorming van grote biologische moleculen of biopolymeren in het organisme, bijvoorbeeld eiwitten. Tijdens de vorming van eiwitten reageert formeel een atoompaar -OH uit de functionele groep van het ene aminozuur met een waterstofatoom  uit de functionele groep van het andere aminozuur, waarbij water afgesplitst wordt, en een peptidebinding ontstaat (zie de grafische weergave). Dit chemische koppelingsproces kan, dankzij de twee functionele groepen aan weerszijden van ieder ("bifunctioneel") aminozuur, doorgaan zolang er aminozuren zijn om te reageren. Een dergelijke herhaaldelijke condensatiereactie heet polycondensatie en leidt tot polymerisatie.
Bij verestering vindt een vergelijkbare chemische reactie plaats. Tijdens de reactie tussen een carbonzuur en een alcohol wordt eveneens water afgesplitst. Een voorbeeld van verestering is de vorming van een vet uit glycerol.
Onder de hier gegeven definitie van condensatiereactie valt ook de reactie tussen zuren enerzijds en hydroxiden en oxiden anderzijds. Ook hier wordt een nieuwe stof gevormd onder afsplitsing van water, maar meestal wordt deze reactie als zuur-basereactie beschreven. 
Reacties waarbij andere kleine moleculen dan water worden afgesplitst zijn:
- de vorming van nylon uit bijvoorbeeld hexamethyleendiamine en adipoylchloride onder afsplitsing van waterstofchloride
- de vorming van polyethyleentereftalaat (pet) uit ethyleenglycol en dimethyltereftalaat onder afsplitsing van methanol